# Niels Vinding Dorph (författare)
Niels Vinding Dorph, född den 26 mars 1783 i Stege, död den 10 november 1858 i Köpenhamn, var en dansk filolog och översättare, far till Anton Dorph och farfar till Niels Vinding Dorph.
Dorph, som var rektor i Horsens, erhöll 1840 professors titel. Han utgav översättningar av Holbergs "Niels Klims underjordiske reise" (ursprungligen skriven på latin), flera antika arbeten, särskilt Sofokles tragedier, och åtskilliga engelska skådespel.